# فلیکس درینکوث
فلیکس درینکوث (انگلیسی: Felix Drinkuth؛ زادهٔ ۲۰ اکتبر ۱۹۹۴) بازیکن فوتبال اهل آلمان است.
از باشگاه‌هایی که در آن بازی کرده‌است می‌توان به باشگاه فوتبال پادربورن اشاره کرد.